# Earl of St. Albans
Earl of St. Albans war ein erblicher Adelstitel, der zweimal in der Peerage of England verliehen wurde.

## Erste Verleihung (1628)
Erstmals wurde der Titel am 23. August 1628 für Richard Burke, 4. Earl of Clanricarde geschaffen. Zusammen mit dem Earlstitel wurden ihm die nachgeordneten Titel Viscount Galway und Baron of Imanney, ebenfalls in der Peerage of England, verliehen. Er hatte bereits seit 1601 den Titel Earl of Clanricarde in der Peerage of Ireland, nebst nachgeordneten Titeln geerbt. Sein Sohn, der 2. Earl of St. Albans wurde 1646 zum Marquess of Clanricarde in der Peerage of Ireland erhoben. Da er keine Söhne hatte, erloschen der Titel Earl of St. Albans nebst nachgeordneten Titeln sowie der Marquesstitel bei seinem Tod 1657.

## Zweite Verleihung (1660)
In zweiter Verleihung wurde der Titel 1660 für Henry Jermyn, 1. Baron Jermyn geschaffen. Diesem war bereits 1643 der nun nachgeordnete Titel Baron Jermyn of St. Edmundsbury (Peerage of England) verliehen worden. Als er 1684 unverheiratet und kinderlos starb, erlosch der Earlstitel, während sein Baronstitel an seinen Neffen Thomas Jermyn fiel. Die Baronie war im Gegensatz zum Earldom mit einem entsprechenden besonderen Vermerk verliehen worden.

## Liste der Earls of St. Albans

### Earls of St. Albans, erste Verleihung (1628)
- Richard Burke, 4. Earl of Clanricarde, 1. Earl of St. Albans (um 1572–1635)
- Ulick Burke, 1. Marquess of Clanricarde, 2. Earl of St. Albans (1604–1658)

### Earls of St. Albans, zweite Verleihung (1660)
- Henry Jermyn, 1. Earl of St Albans († 1684)